# Рахул Панікер
Рахул Панікер (англ. Rahul Panicker; 19 жовтня 1980, Керала, Індія) - індійський підприємець, президент і співзасновник Embrace Innovations і Embrace, організацій, що займаються проблемами виживання недоношених і слабких новонароджених дітей в країнах, що розвиваються.

## Біографія
Рахул Панікер народився в 1980 році в місті Мавелікара, штат Керала, на півдні Індії . Відвідував Indian Community School у Кувейті. Пізніше навчався у Стенфорді та Індійському технологічному інституті в Мадрасі, отримав докторський ступінь з електротехніки. Деякий час працював в компанії Infinera, що працює в сфері оптоволоконного зв'язку.
Під час навчання в Стенфорді група студентів, якої входили Рахул Панікер, Джейн Чен, Лінус Ліан і Нагананда Мурті, за завданням викладача займалися розробкою дитячого інкубатора, придатного для використання в бідних районах країн, що розвиваються. Розроблений інкубатор був простий у використанні, міг працювати без електрики і мав набагато меншу ціну, ніж існуючі на ринку аналоги. За рік команда заснувала компанію Embrace, пізніше — Embrace Innovation. Перша — некомерційна організація, друга — комерційна організація соціального підприємництва, продає їх тим клінікам, які можуть собі дозволити, і перераховує частину доходів у Embrace. З моменту заснування Embrace Innovations у 2012 році Чен є виконавчим директором компанії.
У 2013 році Фонд соціального підприємництва Шваба визнав Панікера одним з соціальних підприємців року. У грудні того ж року він разом з іншими засновниками Embrace отримав від журналу The Economist нагороду за соціальні та економічні інновації.